# Xã Little Deep, Quận McHenry, Bắc Dakota
Xã Little Deep (tiếng Anh: Little Deep Township) là một xã thuộc quận McHenry, tiểu bang Bắc Dakota, Hoa Kỳ. Năm 2010, dân số của xã này là 51 người.